# 黒竜江新聞
黒竜江新聞（こくりゅうこうしんぶん）（朝鮮語：흑룡강신문）中華人民共和国黒竜江省ハルビン市に本社を置く新聞社で、朝鮮族のための朝鮮語新聞を発行している（日刊）。また2002年からは、中国在住の韓国人を対象とした週刊黒竜江新聞（朝鮮語）を発行している。

## 沿革
- 1957年1月1日:黒竜江新聞の前身、牡丹江新聞（朝鮮語）が創刊される
- 1961年1月29日:牡丹江新聞発行を中止
- 1961年10月1日:ハルビンで黒竜江新聞が創刊。黒竜江日報（中国語新聞）に所属
- 1963年:週3回発行に変更
- 1968年4月:週6回発行に変更
- 1983年1月1日:黒竜江日報から分離。黒竜江新聞として独立
- 2002年:中国に居住する韓国人を対象とした週刊黒竜江新聞を発行